# Nové myšlení

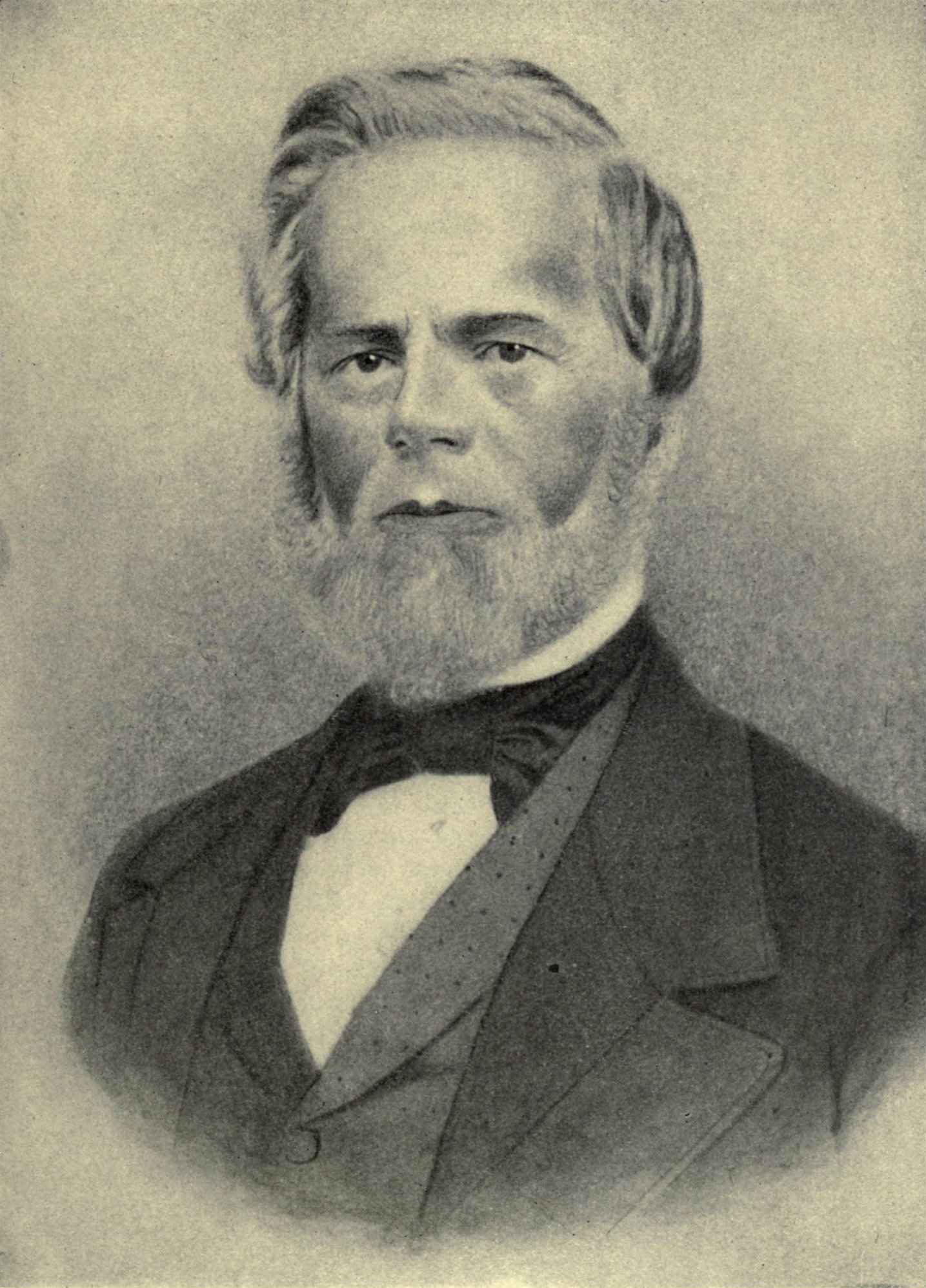
Phineas Parkhurst Quimby (16. únor 1802 – 16. leden 1866): duchovní učitel, léčitel a propagátor biomagnetismu k jehož odkazu se Nové myšlení hlásí.

Hnutí Nového myšlení (anglicky New Thought movement), nebo také hnutí Vyššího myšlení (anglicky Higher Thought), vzniklo ve Spojených státech. Usuzuje se, že to bylo na základě nepublikovaných spisů Phinease Quimbyho (16. únor 1802 – 16. červen 1866). Hnutí se skládá z mnoha menších organizací a skupin, z nichž většina je členy Mezinárodní aliance Nového myšlení (anglicky International New Thought Alliance, INTA). Počátky hnutí spadají do počátku 19. století a ve své současné podobě se jedná o volně spřízněnou skupinu náboženských denominací, vč. spisovatelů, filosofů a individuálních následovníků, kteří sdílejí soubor věr týkajících se metafyziky, pozitivního myšlení, zákona přitažlivosti, léčení, životní síly, kreativní vizualizace a osobní síly ve smyslu moci.
Členové hnutí zastávají názor, že nekonečná inteligence, neboli Bůh, je všude. Duch je totální skutečností, pravé lidské JÁ je božské. Božské myšlení je síla pro dobro. Nemoc přichází z mysli. Správné myšlení má léčivý účinek. Ačkoli hnutí není ani monolitické ani doktrinářské, přívrženci hnutí sdílejí některé základní přesvědčení:
- Bůh neboli nekonečná inteligence je „svrchovaný, univerzální a věčný“,
- Božství se nachází v každé osobě, všichni lidé jsou duchovní bytosti,
- „nejvyšším duchovním principem je milovat druhé a to bezpodmínečně, dále učení se a léčení se navzájem“,
- „naše duševní stavy se manifestují v realitě a jsou přenášeny do zkušenosti běžného života“.

William James použil termín „Nové myšlení“ jako synonymum pro „Hnutí pro léčbu mysli“ (anglicky Mind cure movement), ve kterém zahrnul také mnoho sekt s různorodým původem, jako byl třeba idealismus a hinduismus. Učení křesťanské vědy jsou v některých ohledech podobná učení Phinease Quimbyho. Zakladatelka hnutí, Mary Baker Eddyová (1821–1910), byla jeho studentkou a pacientkou, později hnutí opustila a založila církev Křesťanská věda. Nové myšlení bylo předchůdcem hnutí Nového věku (anglicky New Age).

## Názor Williama Jamese

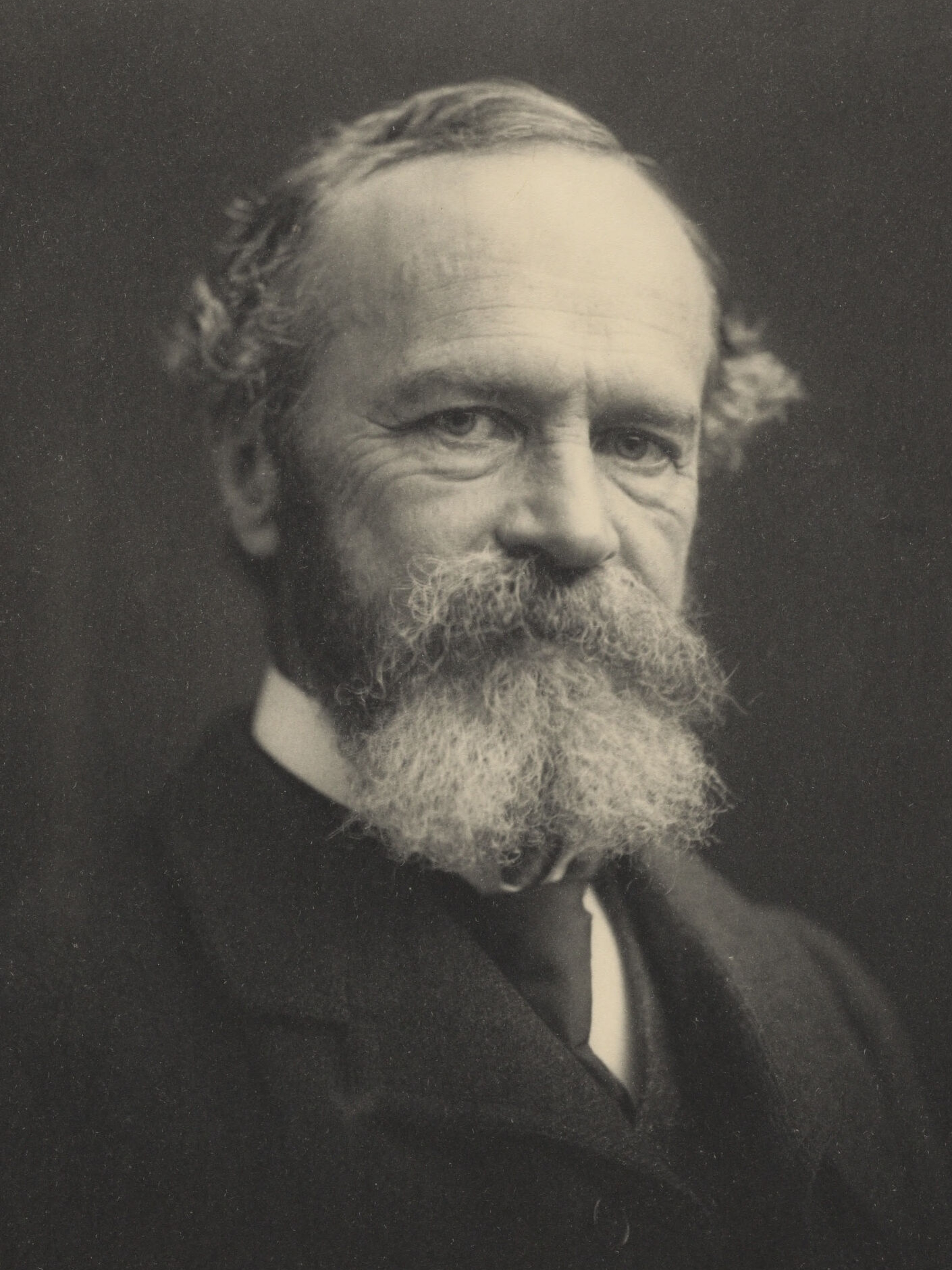
William James (11. leden 1842 – 26. srpen 1910)

William James, popsal hnutí Nového myšlení ve svém díle Druhy náboženských zkušeností (anglicky The Varieties of Religious Experience). V této knize se zaměřuje na prožívání náboženské zkušenosti v životě jednotlivce. To, že vzniká a existuje mnoho náboženství, vnímá jako pozitivní, protože to, jak jsou od sebe lidé odlišní, nelze zahrnout pod jedno náboženství, byť univerzální. Upozorňuje na to, že je veliký rozdíl ve vnímání náboženství, vč. náboženských prožitků vědce a individuálního stoupence daného náboženství.
Jedním z doktrinálních zdrojů pro léčeni mysli (anglicky Mind-cure) byly:
- čtyři evangelia (anglicky four Gospels), tedy evangelium podle Marka, Matouše, Lukáše a Jana
- Emersonianismus[6] nebo v Nové Anglii transcendentalismus
- Subjektivní idealismus, dle George Berkeleye (1685–1753)
- spiritismus, jeho poselství „zákona“, „pokroku“ a „vývoje“
- evolucionismus
- hinduismus

Nejcharakterističtějším rysem hnutí pro vyléčení mysli byla přímá inspirace. Vůdcové v tomto hnutí měli intuitivní víru v sílu zdravě smýšlejících postojů jako takových, v získávání odvahy, naděje a důvěry a kritickým pohrdáním pochybnostmi, strachem, starostmi a všemi typy nervózních stavů mysli. Jejich víra byla obecně potvrzena praktickými zkušenostmi jejich, a jejich následovníků. Tato zkušenost tvoří do dnešní doby základ, který je udržován a sdílen.

## Historie hnutí
Historie Nového myšlení započala v roce 1830, s kořeny ve Spojených státech a v Anglii. Jednalo se o duchovní hnutí s metafyzickými názory. Nové myšlení pomohlo uskutečnit celou řadu společenských změn v průběhu 19., 20. a počátku 21. století. Psycholog a filozof William James označil ve svém díle Druhy náboženských zkušeností (anglicky The Varieties of Religious Experience) hnutí Nového myšlení za „náboženství zdravého smýšlení“ (anglicky the religion of healthy-mindedness).

### Kořeny
Původní univerzální vědu (německy Universalwissenschaft; latinsky scientia generalis, scientia universalis), sdíleli raní představitelé Nového myšlení, spolu se sdílením romantickým zájmem o metafyziku spojenou s americkým křesťanstvím. Mimo Nového myšlení, Křesťanské vědy (anglicky Christian Science), transcendentálního hnutí, teosofie a dalších hnutí, které se zrodily z podobných zájmů na konci 18. a počátku 19. století. Noví představitelé Nového myšlení byli ovlivňováni Kalvinistickou vírou v absolutní svrchovanost Boha; John Locke definoval jejich myšlenkovou ideu jako cokoli, co existovalo v mysli, a co by mohlo být vyjádřeno slovy a transcendentalistickou vírou, že ideální spiritualita „přesahuje“ fyzické bytí a je realizována pouze prostřednictvím individuální intuice namísto organizovaného náboženství.

### Přední osobnosti

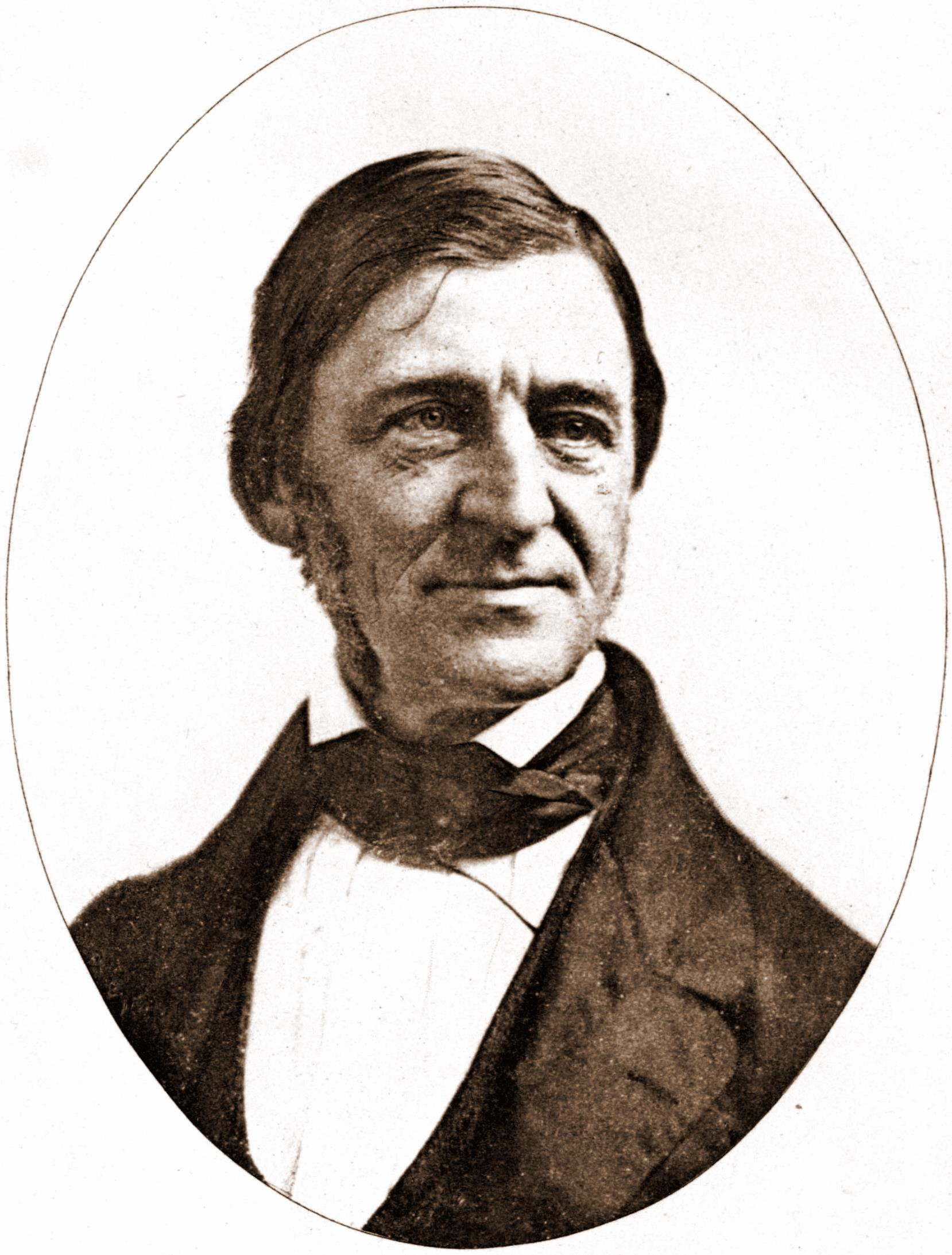
Ralph Waldo Emerson (25. května 1803 Boston – 27. dubna 1882 Concord, Massachusetts)

Dříve, než někdo pojmenoval Nové myšlení jako soubor přesvědčení, existovalo několik vlivných osobností, jejichž učení později přispělo ke vzniku hnutí. Emanuel Swedenborg zakladatel Církve Nového Jeruzaléma (anglicky New Church) v 18. století, rozšířil přímý vliv o mnoho nových autorských spisů o Bibli. Další vlivnou osobností byl Ralph Waldo Emerson, když jeho filozofické hnutí transcendentalismus bylo začleněno do Nového myšlení. Franz Mesmer (23. květen 1734 – 5. březen 1815) byl ve své práci o hypnóze ovlivněn dílem Phinease Quimbyho (1802–1866), který byl částečně ovlivněn vyslechnutím přednášky Charlese Poyena.

#### Phineas Quimby
Hnutí Nového myšlení bylo založeno na základech učení Phineasa Quimbyho, amerického mesmeristy a léčitele. Narodil se v Lebanonu, New Hampshire, ale vyrostl v Belfastu, Maine. O síle mysli, tedy léčením prostřednictvím hypnózy, se dozvěděl když sledoval práci Charlese Poyena. Asi v roce 1840 začal cvičit hypnotismus a mesmerismus. Prostřednictvím své praxe a dalšího studia, rozvinul názor, že nemoc je stav mysli. V roce 1895 otevřel v Portlandu kancelář pro duševní léčení. Vytvořil systém víry, který zahrnoval princip, že nemoc, která vznikla, má základ v mysli, kde byla vytvořena jako důsledek chybných přesvědčení (příčin), a že mysl otevřená Boží moudrosti by mohla překonat jakoukoli nemoc. Jeho základním předpokladem bylo: „Problém je v mysli, protože tělo je pouze domem, aby měla mysl kde přebývat [...] Proto, pokud byla vaše mysl oklamána nějakým neviditelným nepřítelem víry, vložili jste ji do podoby nemoci, a to s vaším vědomím nebo bez něj. Podle mé teorie nebo pravdy, přichází mysl do styku se svým nepřítelem, a obnovuje zdraví a štěstí. Toto dělám částečně mentálně a částečně mluvením k sobě (afirmace), dokud nenapravím špatný pocit a zavedu zpět Pravdu, Pravda je lék.“

#### Julius Dresser
Julius Dresser (1838–1893), duchovní kandidát Reformované církve a jeho budoucí žena Annetta G. Seaburyová, pocházeli z Waterville, Maine. Zde byli v roce 1860 oba dva léčeni Phineasem Quimbym. Během krátké doby došlo k jejich uzdravení. V roce 1833 začali podporovat tzv. „Quimbyho systém duševního léčení nemocí“ (anglicky Quimby System of Mental Treatment of Diseases). Jejich syn Horatio (1866–1954) figuroval jako historik Nového myšlení. Byl rovněž populární lektor, editoval Quimby rukopisy z let 1846 až 1865.

#### Mary Baker Eddyová
V 1862 Mary Bakerová Eddyová, původně členka Sborové církve (anglicky Congregational Church), přišla za Quimbym v naději, že bude uzdravena z celoživotního špatného zdraví. Sdílela jeho názor, že nemoc má kořeny v duševní příčině. V pozdějších letech založila církev s názvem Křesťanská věda (anglicky Christian Science). Protože pracovala s teismem, se značně rozcházela s učením Quimbyho. Zástupci Křesťanské vědy nesouhlasili s tvrzeními, že by Quimby nějak ovlivnil M.B. Eddyovou. V roce 1875 vydala Science and Health, kde se označila za zakladatelku Křesťanské vědy.

#### Warren Evans

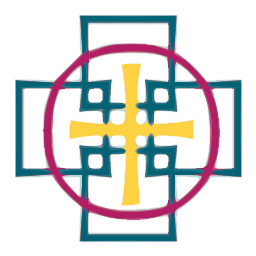
Swedenborgiánský kříž

Warren Evans (1817–1889), bývalý duchovní církve metodistické a duchovní swedenborgiánů, přišel za Quimbym, aby jej léčil. Během krátkého obdobní byl uzdraven. začal psát knihy o Novém myšlení. Bývá označován za první osobu, která jasně popisovala filosofii založenou na Quimbyho postupech.

#### Prentice Mulford
Prentice Mulford (5. duben 1834 – 27. květen 1891) byl klíčový člen ve vývoji Nového myšlení. Jeho spisy v Knihově bílého kříže (anglicky White Cross Library), vč. díla Vaše síla a jak ji používat (anglicky Your Forces and How to Use Them), které byly publikované v letech 1886–1892, které byly klíčové ve vývoji Nového myšlení, vč. Zákona přitažlivosti (anglicky Law of Attraction).

### Vůdčí osobnosti
Po vzniku filozofie Nového myšlení, zde bylo několik jednotlivců a organizací, které začaly usilovně podporovat rozšíření této filosofie. Dodnes neexistuje shoda na to, kdo skutečně založil hnutí Nového myšlení. Mnohdy byl za zakladatele byl považován Charles Brodie Patterson (1854–1917). Byl to Kanaďan, který žil v New Yorku, byl označen za vůdce hnutí, zemřel na počátku 20. století.
Jedna z raných studentek Mary Baker Eddyové, Ursula Gestefeldová, vytvořila filosofii, kterou nazvala Věda o Bytí (anglicky Science of Being), poté, co byla Eddyovou vyloučena z jejího kostela. Z Vědy o Bytí nakonec vznikla v roce 1904 církev v rámci hnutí Nového myšlení, byla to první církev, která se odkazovala na toto hnutí.
Zatímco Julius Dresser a později jeho syn Horatio, byli také dříve považováni za vůdce hnutí, tato informace byla obecně sdílena. Horatio napsal dílo Historie hnutí Nového myšlení (anglicky A History of the New Thought Movement), který byl vydán v roce 1919, a svého otce v tomto díle označil za vůdce. Zatímco Emmu Curtis Hopkinsovou (2. září 1849 – 8. duben 1925) považoval za jednoho ze zakladatelů.
Emma Curtis Hopkins, která byla nazývána jako „učitelka učitelů“, byla bývalou studentkou Mary Baker Eddyové. Vzhledem ke své roli ve vzdělávání v rámci Nového myšlení, výuce několika vlivných vůdců hnutí, byla také označována jako matka hnutí. Byla inspirována středověkým mystikem Jáchymem z Fiore, viděla v křesťanské nejsvětější trojici: Boha Otce, Božího Syna a Boží Matku (Duch svatý). Napsala díla jako např. Vysoká mystika (anglicky High Mysticism) a Vědecká křesťanská duchovní praxe (anglicky Scientific Christian Mental Practice). Založila Vysokou školu Emmy Hopkinsové pro metafyzické vědy (anglicky Emma Hopkins College of Metaphysical Science), na které absolvovalo velké množství žen. Mnohé z nich se staly osobnostmi hnutí.

### Vzniklé organizace, individuální členové, asociace

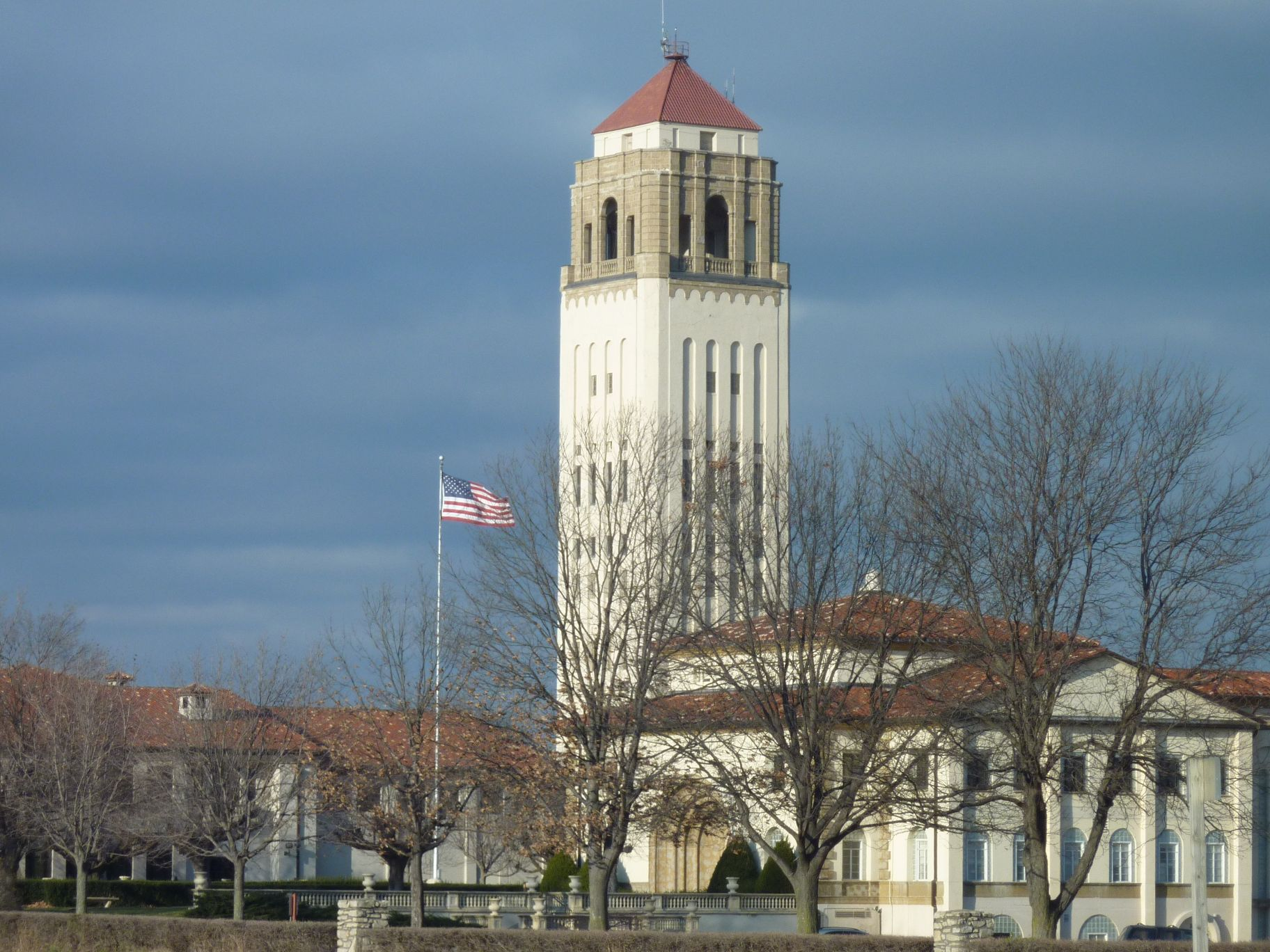
Kostel církve Jednoty (anglicky Unity Church), v Unity Village, Missouri

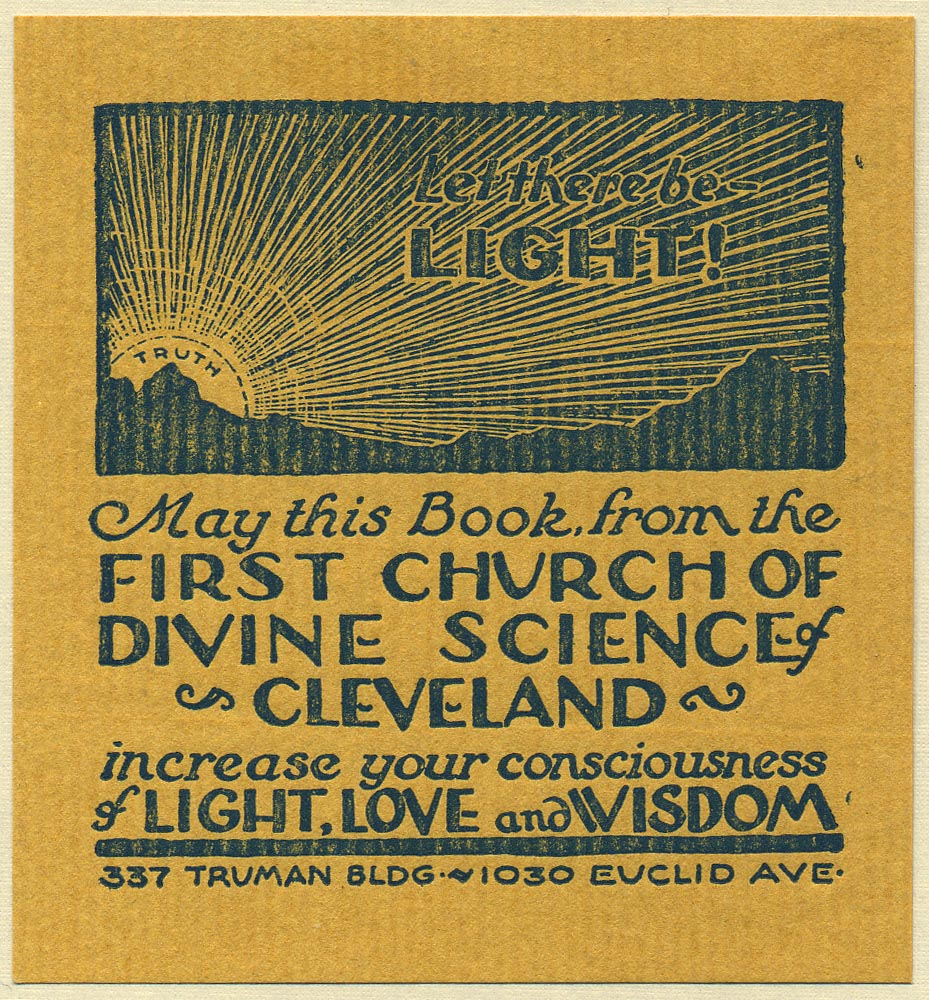
Titulní strana První knihy církve Božská věda (anglicky Divine Science)

Z hnutí Nové myšlenky se zrodilo bezpočet církví a skupin osobnostního rozvoje. Podíl na tom měla zejména Emma Curtis Hopkinsová, která vychovala řadu následovníků. Jednou z nich byla Annie Rix Militzová (1856–1924), která založila Domov pravdy (anglicky Home of Truth). Další její studentka Malinda E. Cramerová (12. únor 1844 – 2. srpen 1906), byla spoluzakladatelka Božské vědy (anglicky Divine Science). Studentka Kate Binghamové, Nona L. Brooksová (22. březen 1861 – 14. březen 1945), byla druhou spoluzakladatelku Božské vědy . Charles (22. srpen 1854 – 5. červenec 1948) a Myrtle Fillmorovi (6. srpen 1845 – 6. říjen 1931), kteří se učili u Emmy Curtis Hopkinsové, navázali na její výuku a založili školu Jednota křesťanství (anglicky Unity School of Christianity). Mnoho následovnici Emmy Curtis Hopkinsové byly ženy, které se později uplatnily jako osobnosti v mnoha kostelech a komunitních centrech, v období od 80. let 19. století až do současnosti.
Spisovatelé, kteří se vzdělávali u Hopkinsové, byli např. Dr. H. Emilie Cadyová (2. červenec 1848 – 3. leden 1941), autorka učebnice pro Jednotu křesťanství Lekce pravdy (anglicky Lessons in Truth), Ella Wheeler Wilcoxová (5. listopad 1850 – 30. říjen 1919), básnířka v rámci Nové myšlenky, Elizabeth Towneová (11. květen 1865–1960), vlivná spisovatelka a editorka v rámci hnutí Nové myšlenky a jiných hnutích osobnostního rozvoje, Ernest Shurtleff Holmes (21. leden 1887 – 7. duben 1960), zakladatel Náboženské vědy (anglicky Religious Science) a Spojeného centra pro duchovní život (anglicky United Centers for Spiritual Living).
Církev jednoty (anglicky Unity Church), která dnes patří k největší církví v rámci hnutí Nového myšlení, má tisíce členů po celém světě. Byla založena Fillmorovými v roce 1889, v Kansas City, Missouri. Božská věda (anglicky Divine Science) byla založena koncem 19. století Malindou E. Cramerovou a Nonou L. Brooksovou. Spojené centrum pro duchovní život (anglicky United Centers for Spiritual Living) bylo založeno Ernestem Holmesem v roce 1927. Další podobná organizace Společnost pro židovskou vědu (anglicky Society for Jewish Science) byla založena rabínem Alfred G. Mosesem (1878–1956) na počátku 20. století, v roce 1922 byla institucionalizována s rabínem Morrisem Lichtensteinem (1889–1938). Hnutí Nového myšlení se rozšířilo po celém světě. Mimo USA, byla největší organizace Seicho-no-Ie, která byla založena v roce 1930 panem Masaharu Taniguchim (22. listopad 1893 – 17. červen 1985) v Japonsku. Tato organizace má dnes misie po celém světě, vč. USA.

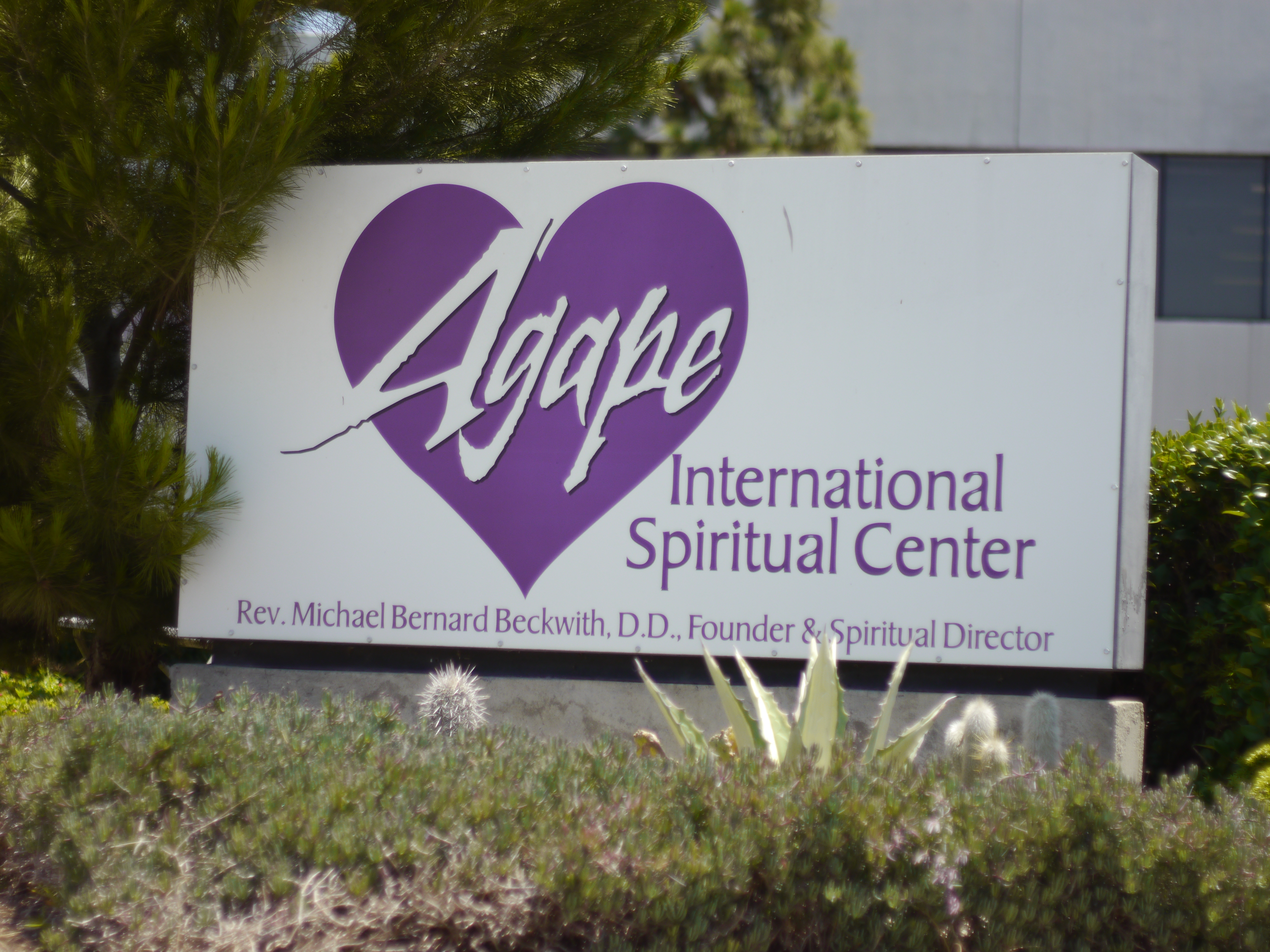
Agape International Spiritual Center založená Michaelem Beckwithem v Los Angeles, Kalifornie

Menší církve, např. Domov pravdy (anglicky Home of Truth), který byl založen v roce 1899 v Alamedě v Kalifornii, pokračují úspěšně dál, stejně jako Mezinárodní duchovní centrum Agape (anglicky Agape International Spiritual Center), nebo megasbor vedený reverendem Dr. Michaelem Beckwithem (* 1956) v Los Angeles. Také Father Divine, směr, který reprezentoval reverend M. J. Divine (1876 – 10. září 1965) od roku 1907 do své smrti v roce 1965, ve Filadelfii v Pensylvánii.
Existovaly různé asociace, které zastřešovaly menší skupiny hnutí Nového myšlení, např. Mezinárodní aliance Nového myšlení (anglicky International New Thought Alliance, INTA), která existovala od roku 1899. V roce 1916 INTA již zastřešovala mnoho menších skupin po celém světě, které přijaly krédo známé jako Prohlášení principu (anglicky Declaration of Principles). INTA měla jen jedno ústřední učení, že: „lidé mohou prostřednictvím konstruktivního využití své mysli dosáhnout svobody, moci, zdraví, prosperity a všeho dobrého, formovat svá těla a ovlivňovat okolnosti svého života.“ Deklarace byla revidována v roce 1957, kdy byly odstraněny všechny odkazy na křesťanství, s novým prohlášením, které bylo založené na „neoddělitelné jednotě Boha a Člověka“.
V roce 1916 vytvořili vůdci hnutí organizaci Ligu pro větší život (anglicky League for the Larger Life), která existovala do roku 1950. V roce 1974 vznikla v Chicagu Univerzální nadace pro lepší život (anglicky Universal Foundation for Better Living), což bylo celosvětové uskupení křesťanských kongregací Nového myšlení, se sídlem v New York City, New York. Zakladatelem byl Johnnie Colemon (18. únor 1920 – 23. prosinec 2014), poté, co se oddělil od Církve Jednoty, pro její „očividný rasismus“. V roce 1992 byla založena organizace Přidružená síť Nového myšlení (anglicky Affiliated New Thought Network), aby zastřešila celé hnutí Nového myšlení.

### Galerie

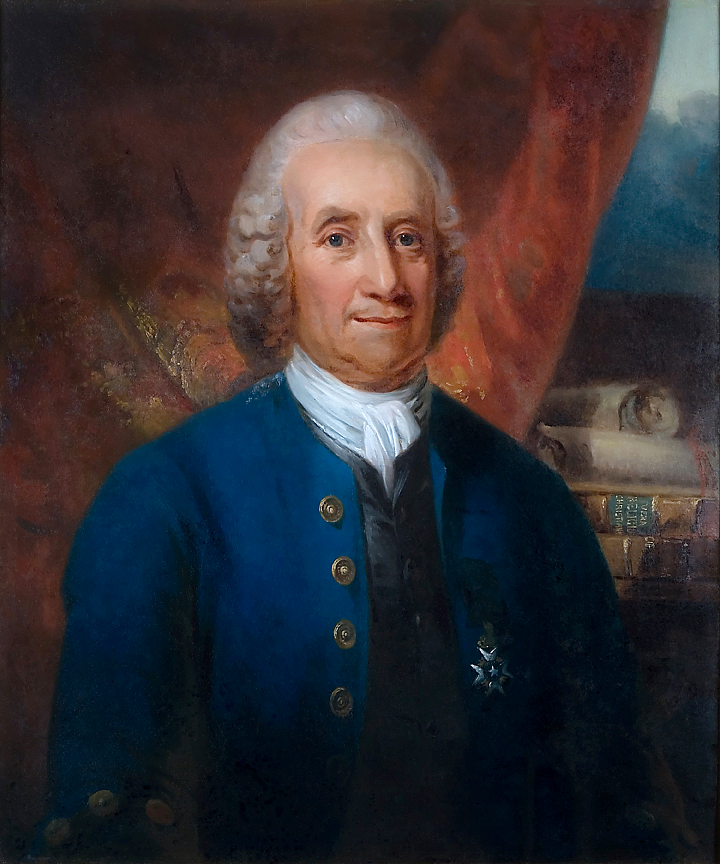
Emanuel Swedenborg (29. leden 1688, Stockholm – 29. březen 1772, Londýn) byl švédský vědec, vynálezce, teolog a mystik, autor mnoha latinských spisů.
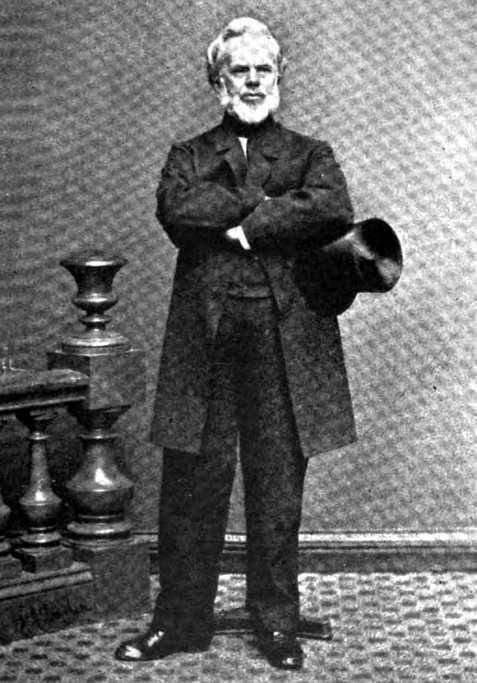
Phineas Parkhurst Quimby (16. únor 1802 – 16. leden 1866) byl americký duchovní učitel, hypnotizér, mesmerista a vynálezce.
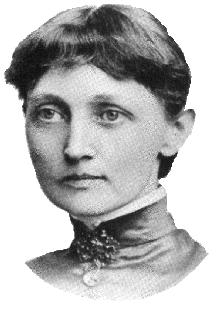
Emma Curtis Hopkinsová (2. září 1849 – 8. duben 1925) byla americkým duchovním autorem a vůdcem
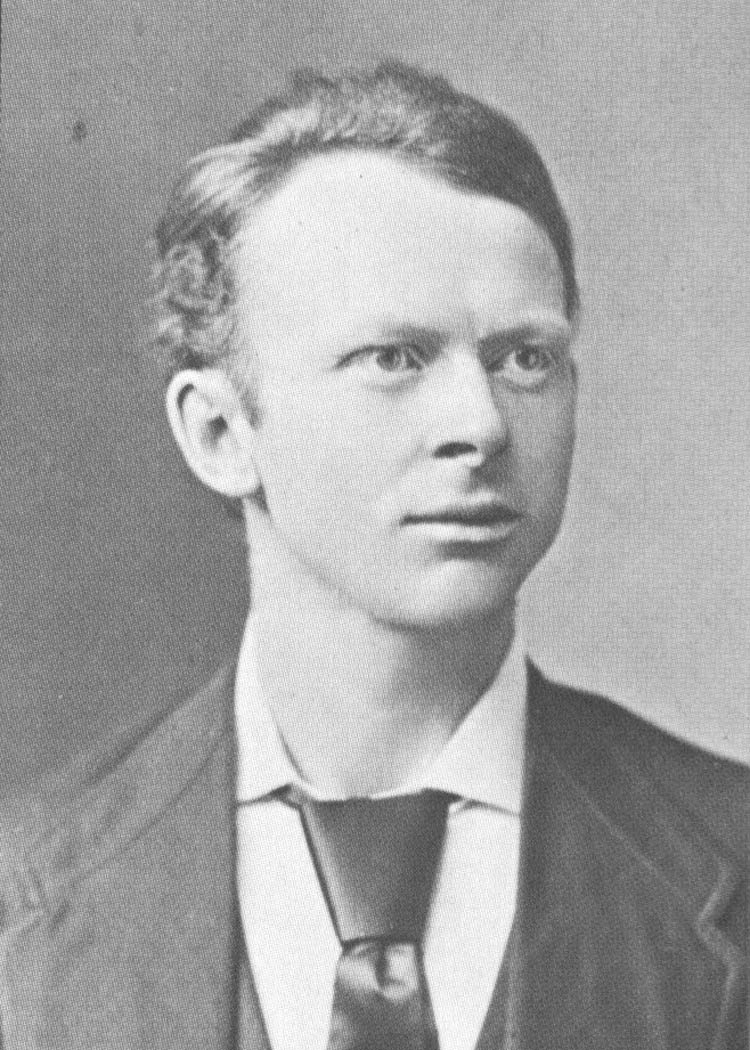
Charles Sherlock Fillmore (22. srpen 1854 – 5. červenec 1948) založil Církev Jednoty (Unity Church).
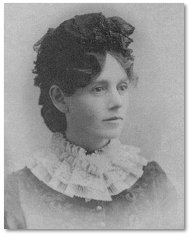
Mary Caroline "Myrtle" Page Fillmore (6. srpen 1845 – 6. říjen 1931) byla spoluzakladatelkou Církve Jednoty (Unity Church)
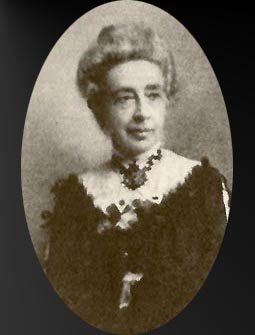
Malinda Elliott Cramer (12. únor 1844 – 2. srpen 1906) byla zakladatelkou Církve božské vědy (Church of Divine Science), léčitelkou.
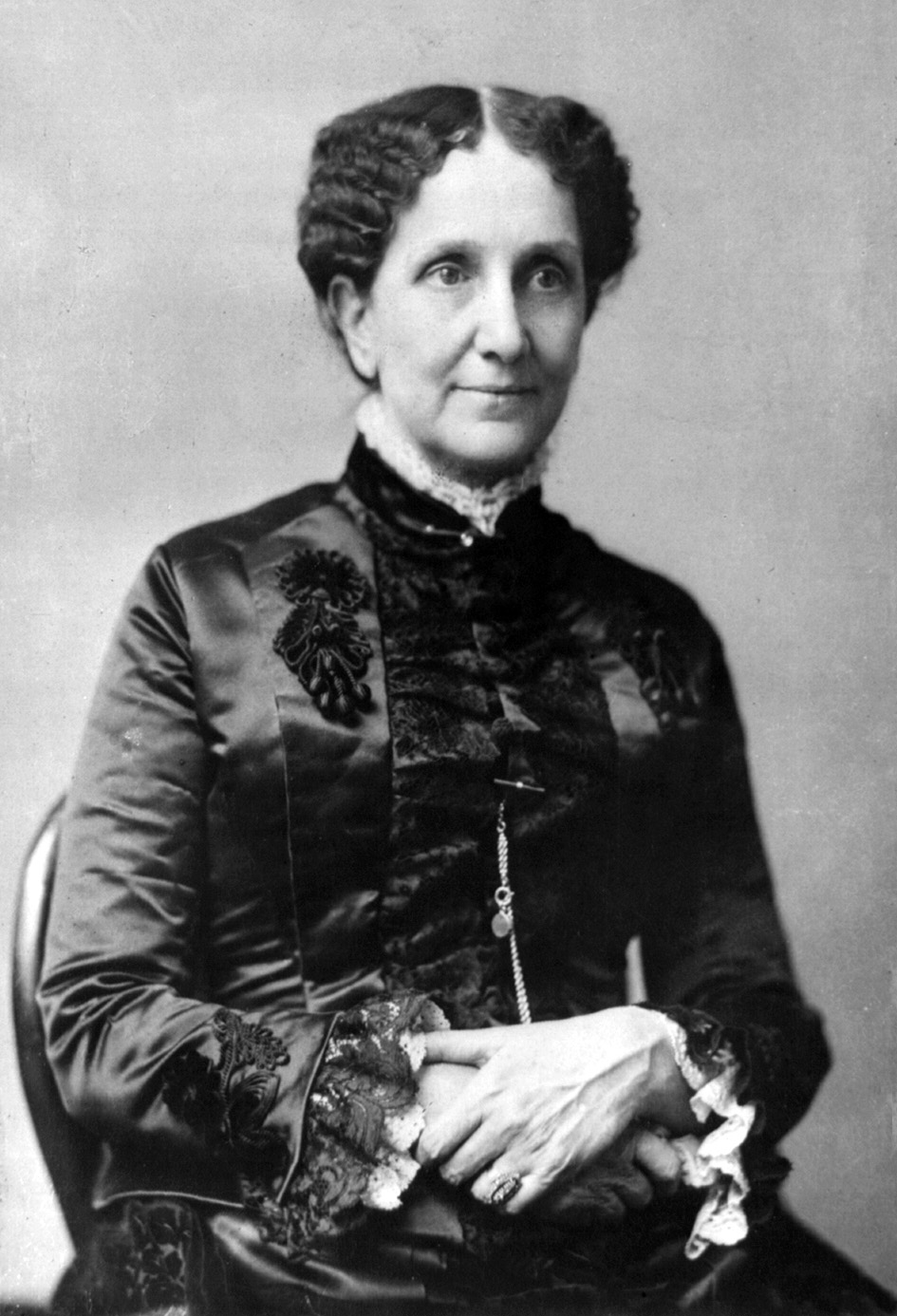
Mary Bakerová Eddyová (16. července 1821, Bow u Concordu, New Hampshire – 3. prosinec 1910, Chestnut Hill, Boston) byla americká náboženská vůdkyně, zakladatelka církve Křesťanská věda.
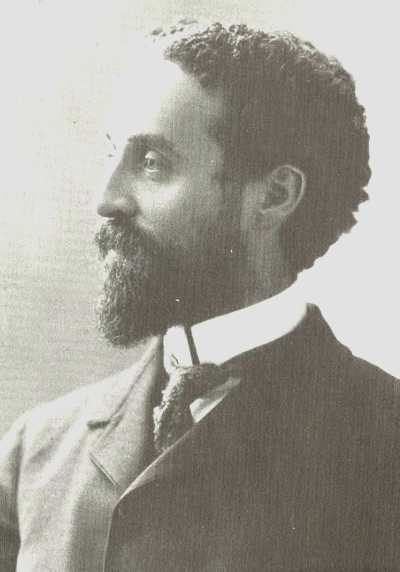
Horatio Willis Dresser (1866–1954) byl vůdce a spisovatel v rámci hnutí Nového myšlení

## Šíření idejí hnutí
Viz také: Seznam spisovatelů Nového myšlení
Idea Nového myšlení se do značné míry šíří díky tištěnému slovu. Publikační a vzdělávací aktivity Nového myšlení ročně oslovily přibližně 2,5 milionu lidí.

### Knihy
V roce 1906 napsal a publikoval William Walker Atkinson (5. prosinec 1862 – 22. listopad 1932) dílo Myšlenkové vibrace nebo Zákon přitažlivosti v myšlenkovém světě (anglicky Thought Vibration or the Law of Attraction in the Thought World). Atkinson byl redaktorem časopisu New Thought a autorem více než 100 knih na téma náboženství, duchovna a okultismu.
V roce 1907, Elizabeth Towne (1865–1960), editorka magazínu The Nautilus, publikovala knihu Bruce MacLellanda (* 1870) s názvem Prosperita díky síle myšlenek (anglicky Prosperity Through Thought Force), kde shrnul, že „zákon přitažlivosti“ (anglicky Law of Attraction) je nový myšlenkový princip, který říká: „Vy jste to, co si myslíte, a ne to, co si myslíte, že jste“ (anglicky You are what you think, not what you think you are).
Oba časopisy (New Thought, The Nautilus) byly použity k oslovení širokého pléna čtenářů. Například časopis The Nautilus měl 45 000 předplatitelů a celkový dosah až 150 000 čtenářů. Časopis Kostela Jednoty (anglicky Unity Church) s názvem Wee Wisdom, patřil k nejdéle tištěným časopisům všech dob v USA, a to od roku 1893 do roku 1991. Dnes jsou ideje Nového myšlení šířeny díky časopisu Daily Word, který od roku 1924 vydává Kostel Jednoty (anglicky Unity Church) a časopisu Náboženské vědy (anglicky Religious Science), Science of Mind, který vydává Centrum pro duchovní život (anglicky Centers for Spiritual Living).

### Školy

Plakát světové výstavy Panama–Pacific International Exposition v roce 1915, San Francisco, Kalifornie

Vzniklo mnoho škol, které učily idejím Nové myšlenky. Na přelomu 20. století provozoval Horatio Dresser organizaci nazvanou Škola aplikované metafyziky (anglicky School of Applied Metaphysics). Nejznámější byla Škola křesťanské Jednoty (anglicky Unity School of Christianity), která byla založena počátkem 20. století v Missouri. Emersonův teologický ústav (anglicky The Emerson Theological Institute), který působil od roku 1922.
Církev Jednoty (anglicky Unity Church), kterou založil Charles Fillmore (22. srpen 1854 – 5. červenec 1948) a jeho žena Myrtle Fillmorová, se ztotožnila s „křesťanským novým myšlením“ (anglicky Christian New Thought) a byla zaměřena na „křesťanský idealismus“ (anglicky Christian idealism), přičemž Bible byla jedním z jejích zdrojů, i když nebyla vždy doslovně interpretována. Dalším základním textem byla kniha Lessons in Truth od autorky H. Emilie Cady (12. červenec 1848 – 3. leden 1941).
Ernest Holmes (21. leden 1887 – 7. duben 1960), zakladatel Spojeného centra pro duchovní život (anglicky United Centers for Spiritual Living), uvedl, že toto vzdělávání není založena na žádné „autoritě“ dle zavedených přesvědčení, ale spíše na tom „co lze dosáhnout“ lidmi, kteří ji praktikují. Ve své knize Věda mysli (anglicky The Science of Mind) uvedl, že hnutí bylo založeno na filozofii bytí, tedy „otevření se vyššímu“ a značně se zaměřoval na učení Ježíše Krista. Americká organizace Mezinárodní křesťanský kostel (anglicky Christian Church International) a jeho teologická škola, Arnulfův seminář teologie (anglicky Arnulf Seminary of Theology),byly také hluboce ovlivňovány ideologií hnutí Nového myšlení.
Organizace Psychiana, která vzdělávala své členy pomocí korespondenčních kurzů, pod vedením Franka B. Robinsona (1886–1948). Psychiana byla založena v roce 1929 v Moscow, Idaho.

### Světová výstava 1915
V roce 1915 uspořádala Mezinárodní aliance Nového myšlení (anglicky International New Thought Alliance, INTA) konferenci, která se konala v rámci světové výstavy Panama–Pacific International Exposition (PPIE), která se konala od 20. února do 4. prosince v San Francisku. Zde byli všichni významní řečníci (kazatelé) hnutí. Organizátoři PPIE byli tak příznivě ohromeni spolupráci s INTA, že na veletrhu vyhlásili speciální událost Den Nového myšlení (anglicky New Thought Day) a k této příležitosti vydali bronzovou pamětní medaili, kterou předali delegátům INTA, které vedla Annie Rix Militz.

## Víra
Hlavní principy Nového myšlení:
- Nekonečná inteligence nebo Bůh, který je všemocný a všudypřítomný.
- Duch je konečná realita.
- Opravdové lidské JÁ je božské.
- Božsky naladěné myšlení je pozitivní síla pro získání dobrých výsledků.
- Všechna onemocnění jsou duševního původu.
- Správné myšlení má léčivý účinek.

### Evoluce myšlení
Příznivci obecně věří, že jakmile lidstvo získá větší pochopení světa, Nové myšlení se začne vyvíjet tak, aby si osvojilo tyto nové znalosti. Alan Anderson (1930–2012) a Deb Whitehouse popsali Novou myšlenku jako „proces“, ve kterém je každý jednotlivec i celé Hnutí Nového Myšlení „nové v každém okamžiku“. Thomas McFaul prohlásil, že jde „nepřetržité zjevení“, kdy jednotlivci nepřetržitě přijímají nové poznatky. Jean Houston (* 1937) hovořil o „možném člověku“ nebo o tom, kým jsme schopni se stát.

### Teologický inklusismus
Organizace Domov pravdy (anglicky Home of Truth), vznikla z kanceláře pro metafyziku (anglicky Metaphysical Bureau), kterou v roce 1880 v San Francisku založila Annie Rix Militz. V roce 1887 došlo k přejmenování na Domov pravdy. Cílem organizace bylo šířit učení hinduistického učitele Swami Vivekananda.
Joel S. Goldsmith (10. března 1892 – 17. června 1964) prostřednictvím organizace Nekonečná cesta (anglicky The Infinite Way), zahrnul také výuku z křesťanské vědy.

### Terapeutické ideje
John Bovee Dods (1795–1862), raný praktik myšlenek hnutí napsal několik knih na téma, že nemoc pochází z elektrických impulsů nervové soustavy a je proto léčitelná změnou víry. Pozdější učitelé Nového myšlení, jako například William Walker Atkinson tento předpoklad přijal. Svoji představu o duševních stavech bytí spojil s pochopením nových vědeckých objevů v elektromagnetismu a v nervových procesech.

## Osobnosti spojené s hutím
- Doreen Virtue v dětství navštěvovala nedělní školu unitářů,[64] patřící pod Církev jednoty (anglicky Unity Church) a školu Křesťanské vědy.[65] Tyto školy ovlivnily celý její další život.